# Les Racines du hasard
Les Racines du hasard (titre original : The Roots of Coincidence) est un essai d'Arthur Koestler paru en 1972, qui constitue une  introduction en un langage accessible à certaines théories de la parapsychologie. On y trouve notamment des références aux perceptions extra-sensorielles comme la télépathie et à la psychokinèse.
L'auteur y postule l'existence de liens entre des éléments de la mécanique quantique, comme le comportement des neutrinos et leur interaction avec le temps, et ces phénomènes paranormaux. Le livre a subi l'influence du concept de synchronicité de Carl Jung.

## Allusions à cette œuvre dans la culture populaire
- Dans le volume 7 de la série dessinée V for Vendetta, on peut voir l'inspecteur Finch lisant Les Racines du hasard. Koestler y est cité à plusieurs reprises.

- Le chanteur Sting était un grand lecteur de Koestler. Le nom du dernier album de Police enregistré en studio, Synchronicity, fait référence aux Racines du hasard. Sting avait intitulé l'album précédent du groupe Ghost in the Machine qui est le titre d'un autre livre de Koestler (en français : le cheval dans la locomotive).

- The Roots of Coincidence est le nom d'une chanson du groupe de Pat Metheny, figurant dans leur album Imaginary Day (1997).
- Dans Jérusalem d'Alan Moore le concept de synchronicité de Koesler est médité par le personnage principal pour expliquer certaines des coïncidences qui entourent son expérience.